# Oracle SQL Developer
 (octobre 2018).
Oracle SQL Developer est un environnement de développement intégré (EDI) multiplateforme, fourni gratuitement par Oracle Corporation et utilisant la technologie Java (Java Development Kit). C'est un outil graphique permettant d'interroger des bases de données Oracle à l'aide du langage SQL.

## Historique
La version 1.0 du logiciel est lancée en mars 2006, bien que des versions antérieures existaient sous le nom de Raptor. 
SQL developer évolue vers sa version 1.5 en avril 2008 (prise en charge des contrôles de versions de type CVS et SVN), sa version 2.1 en décembre 2009 (test unitaire de PL/SQL et visualiseur de modélisation de données), sa version 3.0 en mars 2011 (nouveau constructeur de requêtes, fonctionnalités pour DBA) et sa version 4.0 en décembre 2013 (nouveaux outils de reporting).
Historique des versions

## Fonctionnalités
Oracle SQL Developer permet le développement de A à Z d'applications en PL/SQL, la mise à disposition de feuilles de travail pour exécuter les requêtes et les scripts, une console pour l'administration de bases de données (DBA), une interface pour la génération de rapports (reporting), une solution complète de conception du modèle de données et une interface de migration permettant de migrer les bases de données d'éditeurs tiers vers Oracle.
Oracle SQL Developer supporte les produits Oracle ainsi que des plugins qui permettent de se connecter à des bases de données non Oracle. Oracle SQL Developer fonctionne avec IBM DB2, Microsoft Access, Microsoft SQL Server, MySQL, Sybase Adaptive Server, et les bases de données Teradata.

## Extensions
En plus des extensions fournies par Oracle, des extensions développés par des parties tierces peuvent être intégrés dans SQL developer. Parmi celles-ci :
- GeoRaptor : visualiseur de données geospatiales[3]
- Insider : affichage de statistiques sur la base de données en temps réel[4]
- Schema vizualizer : création des diagrammes entités / relations[5]
- SVCO Extension : contrôle de version intégré[6]
- Oracle2Excel : export de données vers Microsoft Excel[7]
- Digger : analyseur de traces[8]